# Municipio de Nix
El municipio de Nix (en inglés: Nix Township) es un municipio ubicado en el condado de Dallas en el estado estadounidense de Arkansas. En el año 2010 tenía una población de 117 habitantes y una densidad poblacional de 1,16 personas por km².

## Geografía
El municipio de Nix se encuentra ubicado en las coordenadas 33°59′30″N 92°46′23″O / 33.99167, -92.77306. Según la Oficina del Censo de los Estados Unidos, el municipio tiene una superficie total de 101.11 km², de la cual 101,1 km² corresponden a tierra firme y (0 %) 0 km² es agua.

## Demografía
Según el censo de 2010, había 117 personas residiendo en el municipio de Nix. La densidad de población era de 1,16 hab./km². De los 117 habitantes, el municipio de Nix estaba compuesto por el 59,83 % blancos, el 34,19 % eran afroamericanos, el 0,85 % eran amerindios, el 0,85 % eran de otras razas y el 4,27 % eran de una mezcla de razas. Del total de la población el 3,42 % eran hispanos o latinos de cualquier raza.